# Салина (Палермо)
Салина је насеље у Италији у округу Палермо, региону Сицилија.
Према процени из 2011. у насељу је живело 50 становника. Насеље се налази на надморској висини од 39 м.